# North Redington Beach
North Redington Beach es un pueblo situado en el condado de Pinellas, Florida, Estados Unidos. Tiene una población estimada, a mediados de 2022, de 1474 habitantes.
Está situado en Tampa Bay, una gigantesca área metropolitana que incluye las ciudades de Tampa, San Petersburgo y Clearwater.

## Geografía
La localidad está ubicada en las coordenadas 27°49′11″N 82°49′24″O / 27.81972, -82.82333 (27.819702, -82.823228). Según la Oficina del Censo, tiene una superficie total de 2.56 km², de los cuales 0.68 km² corresponden a tierra firme y 1.88 km² están cubiertos de agua.

## Demografía

### Censo de 2020
Según el censo de 2020, en ese momento había 1495 personas residiendo en la localidad. La densidad de población era de 2198.53 hab./km².
| Raza                   | Núm. | Porc.   |
| ---------------------- | ---- | ------- |
| Blancos                | 1348 | 90.17%  |
| Afroamericanos         | 22   | 1.47%   |
| Amerindios             | 4    | 0.27%   |
| Asiáticos              | 12   | 0.80%   |
| De otras razas         | 14   | 0.94%   |
| De una mezcla de razas | 95   | 6.35%   |
| Total                  | 1495 | 100.00% |

Del total de la población, el 5.69% eran hispanos o latinos de cualquier raza.

## Turismo
La localidad está situada en el centro de las comunidades ubicadas sobre las playas del condado de Pinellas, a mitad de camino entre los extremos norte y sur de la isla barrera formada en la zona. Dispone de una variada oferta de condominios, hoteles y alojamientos de diversos tipos, incluyendo un resort de la cadena Double Tree de Hilton.